# پرمیلکوره
پرمیلکوره (به ایتالیایی: Premilcuore) یک کومونه در ایتالیا است که در استان فورلی-چزنا واقع شده‌است. پرمیلکوره ۹۸٫۸ کیلومتر مربع مساحت و ۸۰۳ نفر جمعیت دارد و ۴۵۹ متر بالاتر از سطح دریا واقع شده‌است.